# When Will I Be Famous?
A When Will I Be Famous? című dal a brit Bros fiúcsapat 1987. november 16-án megjelent kislemeze a Push című stúdióalbumról. A dalt 1988 és 1989 között a Sunday Mirror reklámjában is használták, majd 2000-ben egy Hyundai reklámban is feltűnt, mely a Push album újbóli kiadásához vezetett. A dal eredetileg a 62. helyig jutott az Egyesült Királyság kislemezlistáján, majd később sikerült a 2. helyig jutnia. A dal Írországban az 1. helyet érte el.
2017-ben a ShortList című magazin a dalt az első helyre emelte, mint a "zenei történelem legnagyobb dala".

## Megjelenések
12"  Európa CBS – CBS 651270 6
- A When Will I Be Famous? (The Infamous Mix) 5:40
- B1 When Will I Be Famous? (The Contender Dub Mix) 8:16
- B2 Love To Hate You 4:40

## Videóklip
A hivatalos videóklipet Andy Morahan rendezte.

## Feldolgozások
2007-ben a Westlife nevű zenekar előadta a dalt a The Love Tour nevű turnéjukon.

## Slágerlista
| Slágerlista (1987–88)                            | Legjobb helyezések |
| ------------------------------------------------ | ------------------ |
| Ausztrália (ARIA)                                | 5                  |
| Ausztria Ö3 Austria Top 40                       | 9                  |
| Belgium (Ultratop Flanders)                      | 4                  |
| Belgium (Ultratop Wallonia)                      | 4                  |
| Finnország (Suomen virallinen lista)             | 4                  |
| Franciaország (SNEP)                             | 7                  |
| Németország (Media Control AG)                   | 4                  |
| Izland(Íslenski Listinn Topp 10)                 | 4                  |
| Írország (IRMA)                                  | 1                  |
| Izrael (Media Forest)                            | 2                  |
| Olaszország (FIMI)                               | 17                 |
| Japán (Oricon)                                   | 5                  |
| Hollandia (Single Top 100)                       | 5                  |
| Új-Zéland Recorded Music NZ                      | 43                 |
| Norvégia (VG-lista)                              | 2                  |
| Spanyolország (PROMUSICAE)                       | 10                 |
| Svédország (Sverigetopplistan)                   | 20                 |
| Svájc (Schweizer Hitparade)                      | 2                  |
| Egyesült Királyság (Official Charts Company)     | 2                  |
| Egyesült Államok Billboard Hot 100               | 83                 |
| Egyesült Államok Hot Dance Club Play (Billboard) | 10                 |

| Év végi összesítések (1988)         | Helyezések |
| ----------------------------------- | ---------- |
| Ausztrália Australian Singles Chart | 26         |
| Svájc Swiss Singles Chart           | 23         |